# Гарсія IV (король Наварри)
Гарсія IV (ісп. García Ramírez IV; між 1110 та 1112 — 21 листопада 1150) — король Наварри (1134—1150). Відомий також як Гарсія VI. Прізвисько — Відновитель (ісп. el Restaurador)

## Біографія

### Молоді роки
Походив з династії Хіменес. Син Раміро Санчеса, сеньйора Монсона і Христини Родрігес де Вівар , доньки Сіда Кампеадора. Був онуком Санчо де Ункастильо, син короля Гарсії III. Після вбивства короля Санчо IV у 1076 році династія Хіменес втратила владу. Батько Гарсії вимушений був тікати до Кастилії.
Разом з дідом і батьком мешкав в Кастилії, доки Наварра перебувала під владою королів Арагону. Після смерті батька у 1116 році успадкував титул сеньйора Монсона і Логроньо.
На початку 1130-х років в Арагонській династії намітилася династична криза. Тому Гарсія зібрав невелику армію і почав битися за свої права. 17 липня 1134 у битві при Фрага він переміг Альфонса I Арагонського. Засмучений поразкою Альфонс захворів і помер. На зборах знаті та єпископів у Памплоні Гарсію було обрано королем Наварри (він здобув перемогу над іншим претендентом — Педро де Атаресом).

### Королювання
Гарсія IV виявився досить слабким правителем і залежав від більш могутніх королів-сусідів. У січні 1135 року Гарсія IV був змушений визнати перевагу Арагону над Наваррою, а себе — «сином» Раміро II (Договір Вадолуонго). У червні того ж року Гарсія IV визнав себе васалом Альфонсо VII, короля Кастилії і Леону.
У 1136 році поступився Кастилії областю Ріоха. У 1137 році він спробував повстати проти Кастилії і уклав союз з Афонсу I, королем Португалії, але через три роки був змушений укласти мирну угоду. У 1139 і 1140 роках умови договору були підтверджені.
Надалі Гарсія IV був вірним союзником Кастилії. У 1144 році він одружився з Урракою, донькою Альфонсо VII, а в 1147 році допоміг йому оволодіти Альмерією. У 1146 році спалахнув новий конфлікт з Арагоном, який було залагоджено через втручання Кастилії.
1149 року король Наварри підписав мирний договір з графом Барселони Рамоном-Берангером IV і обіцяв йому в дружини свою доньку Бланку, але помер раніше, ніж встиг здійснити цей намір.
Помер Гарсія IV 1150 року, його владу успадкував син Санчо. Похований в соборі Санта-Марія-ла-Реаль в Памплоні.

## Родина
1. Дружина — Маргарита д'Егль, донька Гілберта д'Аїльє.
Діти:
- Санчо (бл. 1132—1194) — король Наварри у 1150—1194 роках
- Бланка (1133—1156) — дружина Санчо III, короля Кастилії
- Маргарита (д/н—1182) — дружина Вільгельма I, короля Сицилії
- Родріго (д/н—1172) — Гарсія IV не визнав його своїм сином, вважається сином одного з коханців королеви

2. Дружина — Уррака, позашлюбна донька Альфонсо VII, короля Кастилії.
Діти:
- Санча (1148—1176) — дружина Гастона V, віконта Беарн